# 댄 하우저
데니얼 하우저 (Daniel Houser), 댄 하우저 (1973년 11월 출생)는 영국 출신의 비디오 게임 개발자이자, 시나리오 작가, 성우이다. 또한 그의 형 샘과 함께 공동 설립자이자 록스타 게임스의 크리에이티브 부사장을 역임했다.댄 하우저는 비디오 게임을 제작했을 뿐만 아니라 록스타 게임스의 수석 작가였다. 불리 (비디오 게임) (2006), 레드 데드 리뎀션 (2010), 맥스 페인 3 (2012) 등의 작품을 출시했다. 그는 또한 그랜드 테프트 오토 시리즈의 거의 모든 타이틀을 썼거나 공동 집필했다.

## 생애
다니엘 하우저는 1973년 11월, 런던에서 태어났다. 영국 변호사 월터 하우저 (Walter Houser)와 여배우 제럴딘 모팻 (Geraldine Moffat)의 아들이다. 하우저는 지리학을 공부했다.음악가가 되고 싶었음에도 불구하고, 하우저와 그의 형 샘은 어린 나이부터 스토리텔링에 매료되었다. 런던의 비디오 도서관 근처에서 자라면서, 그들은 많은 미국 범죄와 컬트 영화와 스파게티 웨스턴 영화를 보았다. 하우저는 자신이 2005년 월터 힐의 영화 워리어스 (The Warriors )의 팬이라고 말했다. 하우저는 자신이 월터 힐의 영화 워리어스의 팬이라고 말했고, 록스타 게임즈는 2005년에 워리어스의 비디오 게임 버전을 출시했다. 1995년, 하우저는 BMG Interactive 테스트 CD-ROM에서 파트타임으로 일했다. 그는 1996년까지 정직원이 되었다. 댄과 샘은 나중에 게임의 시사회를 받은 후 DMA 디자인이 개발하고 있던 레이스 앤 체이스 (Race'n'Chase)라는 비디오 게임에 관심을 갖게 되었다. 더 하우스는 BMG 인터랙티브와 레이스 앤 체이스를 계약하고 게임 이름을 그랜드 테프트 오토로 변경했다. 1998년 BMG 인터랙티브가 테이크투에 매각된 후, 하우저와 그의 형제는 회사와 함께 뉴욕으로 이주하여 록스타 게임을 설립하였다. 그는 자신의 작품에 영향을 준 것으로 닌텐도 64의 3D 마리오와 젤다 게임을 꼽았다.
하우저는 5개의 그랜드 테프트 오토 게임 제작자로 인정받았으며, 시리즈의 작가이자 성우로도 활동했다. 그랜드 테프트 오토 시리즈의 높은 지명도에도 불구하고, 하우저와 그의 형제는 유명인의 스포트라이트를 피했고, 게임의 성공에 대한 공로를 다른 사람에게 주기보다는 록스타 게임스 브랜드에 집중하는 것을 선호했다.2009년, 댄과 샘 하우저는 타임지가 선정한 2009년 가장 영향력 있는 100인에 이름을 올렸다. 2012년, 그는 한때 작가 트루먼 카포테의 소유였던 브루클린에 있는 집을 샀다.
2020년 2월, 록스타 게임즈의 모회사인 테이크투 인터랙티브는 록스타 게임즈에서 하우저의 사임을 발표했다. 2019년 장기 휴식에 이어, 2020년 3월 11일 록스타를 떠났다. 2020년 8월 그는 로스앤젤레스의 브렌트우드 근교에 1650만 달러의 부동산을 샀다.2021년 2월, 하우저는 델라웨어에 두 개의 회사를 등록했다. 게임스 LLC의 업소드 벤처스와 업소드 벤처스는 알트린참에 본사를 두고 있다. 하우저는 이 회사의 프로듀서이자 크리에이티브 디렉터로 등재되어 있다.
2024년 한국의 게임회사 스마일게이트로부터 업소드 벤처스에 전략적 투자를 받고 파트너십을 계약을 체결했다. 이 계약으로 스마일게이트는 업서드에서 제작할 새로운 IP에 대한 파트너십 기회를 확보하게 됐다. 스마일게이트와 업서드는 향후 양사의 강점을 활용해 지속적으로 발전 가능한 사업 기회를 확대해 나가기로 협의했다고 밝혔다.

## 성과
| 연도 | 제목                                     | 역할(들)             |
| ---- | ---------------------------------------- | -------------------- |
| 1999 | Grand Theft Auto: London 1969            | 프로듀서, 작가       |
| 1999 | Grand Theft Auto 2                       | 작가                 |
| 2000 | X-Squad                                  | 성우                 |
| 2001 | Grand Theft Auto III                     | 프로듀서, 성우, 작가 |
| 2001 | Smuggler's Run 2: Hostile Territory      | 작가                 |
| 2002 | Smuggler's Run: Warzones                 | 총괄 프로듀서        |
| 2002 | Grand Theft Auto: Vice City              | 프로듀서, 성우, 작가 |
| 2004 | Grand Theft Auto: San Andreas            | 프로듀서, 성우, 작가 |
| 2005 | Grand Theft Auto: Liberty City Stories   | 성우, 작가           |
| 2006 | Grand Theft Auto: Vice City Stories      | 총괄 프로듀서, 작가  |
| 2006 | Bully                                    | 작가                 |
| 2008 | Grand Theft Auto IV                      | 작가                 |
| 2008 | Midnight Club: Los Angeles               | 작가                 |
| 2009 | Grand Theft Auto IV: The Lost and Damned | 작가                 |
| 2009 | Grand Theft Auto: Chinatown Wars         | 작가                 |
| 2009 | Grand Theft Auto: The Ballad of Gay Tony | 작가                 |
| 2010 | Red Dead Redemption                      | 총괄 프로듀서, 작가  |
| 2010 | Red Dead Redemption: Undead Nightmare    | 작가                 |
| 2011 | L.A. Noire                               | 총괄 프로듀서        |
| 2012 | Max Payne 3                              | 총괄 프로듀서, 작가  |
| 2013 | Grand Theft Auto V                       | 총괄 프로듀서, 작가  |
| 2018 | Red Dead Redemption 2                    | 총괄 프로듀서, 작가  |
| 2019 | Red Dead Online                          | 총괄 프로듀서, 작가  |